# Manfred Klein (Politiker, 1925)
Manfred Klein (* 20. Juli 1925 in Berlin; † 15. Januar 1981 in Sankt Augustin) war als katholischer Jugendvertreter Mitglied im Zentralrat der FDJ. Weil er sich gegen die Gleichschaltungsbestrebungen engagierte, wurde er 1947 verhaftet und mit weiteren Studenten zu 25 Jahren Arbeitslager verurteilt.

## Leben
Der als Sohn eines Angestellten geborene Klein befand sich auf Grund seines christlichen Weltbildes von je her in innerer Opposition zum NS-Regime und wurde wegen seiner katholischen Jugendarbeit 1942 kurzzeitig von der Gestapo verhaftet. 1943 wurde er zur Wehrmacht einberufen. als Melder wurde er 1944 bei Sewastopol schwer verwundet und aus dem Kessel ausgeflogen. In einer Genesungskompanie in Brandenburg an der Havel geriet er am 30. April 1945 in sowjetische Kriegsgefangenschaft. Als offenbarer Antifaschist kam er in die Antifa-Kompanie und im August in die Antifa-Schulungen des Nationalkomitees „Freies Deutschland“ in Rüdersdorf bei Berlin.
Nach dem Krieg nahm er sein in Breslau begonnenes Studium der Germanistik an der Universität Berlin wieder auf und trat der CDU bei. Zudem war er Mitglied der Jungen Union sowie der Katholischen Jugend. Im Rahmen seines Studiums engagierte er sich in der Studentenvertretung und zog als Mitglied der CDU-Gruppe in den Studentenrat der Universität ein. Ab dem 23. September 1945 war er als Vertreter der katholischen Jugend Mitglied im zentralen Jugendausschuss der Sowjetischen Besatzungszone. Am 26. Februar 1946 unterzeichnete er zusammen mit Theo Wichert, Erich Honecker und Emil Ampft den Lizenzantrag für die Gründung der FDJ. Aus Fotos zu dieser Veranstaltung wurde er später wegretuschiert. Als Sekretär und Kulturreferent war er fortan im Zentralrat der FDJ tätig und knüpfte darüber hinaus Kontakte mit dem amerikanischen Jugendoffizier. 1946 besuchte er eine Veranstaltung der Westzonen-CDU in Hannover und traf dort auch auf Konrad Adenauer. Seine christdemokratischen Aktivitäten widersprachen jedoch dem totalitären Machtanspruch der Kommunisten und ließen die sowjetische Besatzungsmacht auf ihn aufmerksam werden. So versuchte er beispielsweise, den Zentralrat der FDJ zur Unterzeichnung einer Resolution gegen jegliche Gewalt zu bewegen, was jedoch auf Ablehnung stieß und Klein innerhalb der FDJ zusehends isolierte.
Am 13. März 1947 wurde Klein mit 15 weiteren CDU-nahen Studenten und Jugendvertretern vom sowjetischen NKWD unter dem Vorwurf der Spionage verhaftet. Die Untersuchungshaft verbrachte er in Berlin-Prenzlauer Berg, Berlin-Hohenschönhausen, sowie in Potsdam. In einer nichtöffentlichen Sitzung wurde er am 13. Dezember 1948 vom sowjetischen Militärtribunal Berlin-Lichtenberg zu 25 Jahren Arbeitslager verurteilt. Klein wurde in das „Gelbe Elend“ nach Bautzen verlegt. Dort beteiligte er sich 1950 an Unruhen und Hungerstreiks von Häftlingen gegen die unmenschlichen Haftbedingungen, bis diese brutal niedergeschlagen wurden. Als vermeintlicher Rädelsführer wurde Klein anschließend nach Torgau verlegt und mit verschärften Haftbedingungen wie Einzelhaft und Zuchthaus belegt. Obwohl sein Urteil am 27. Juni 1955 durch die zuständigen sowjetischen Organe nochmals bestätigt wurde, erreichte der evangelische Probst Heinrich Grüber die Reduzierung des Strafmaßes auf 15 Jahre. Im Zuge der einsetzenden Entstalinisierung wurde Klein am 19. Oktober 1956 vorzeitig aus der Haft entlassen. Im Gegenzug begnadigte die Bundesrepublik Deutschland den Vorsitzenden der FDJ in der BRD, Josef Angenfort. Angenfurth war 1951 für die KPD in den NRW-Landtag eingezogen und 1955 wegen Hochverrats und als Rädelsführer einer verfassungsfeindlichen Vereinigung verurteilt worden.

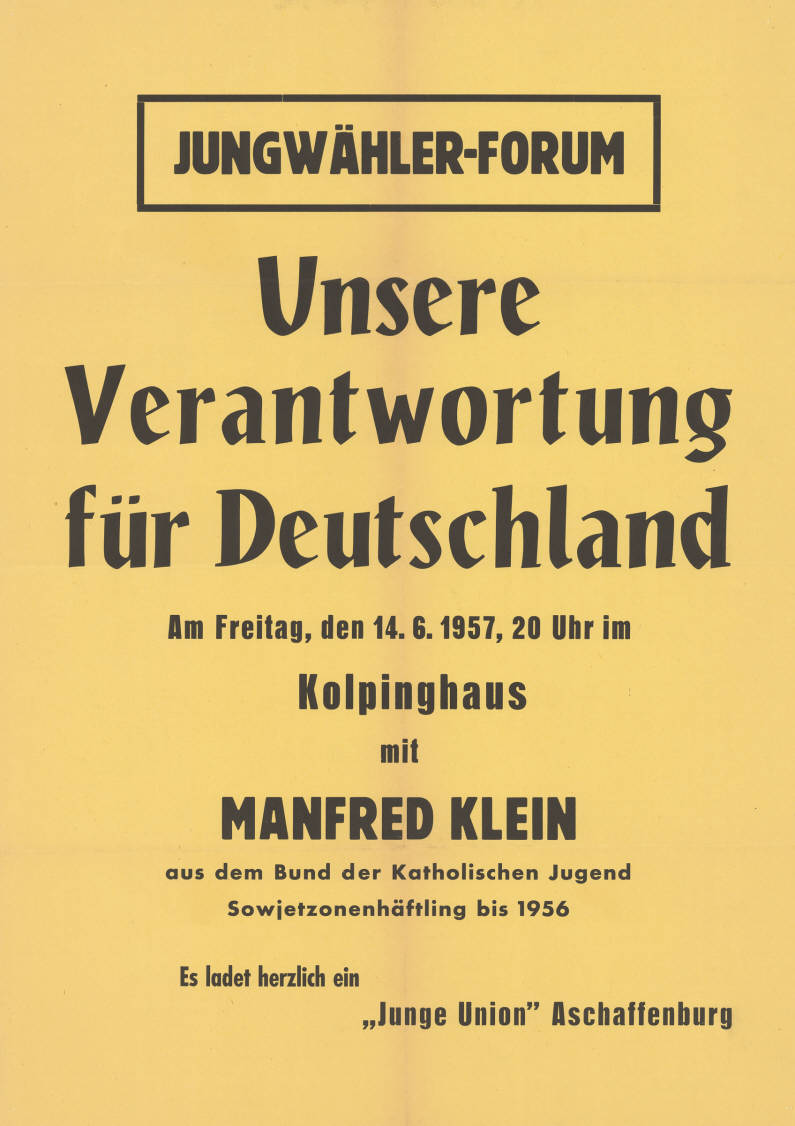
Veranstaltungsplakat der Jungen Union Aschaffenburg, 1957

Nach seiner Freilassung siedelte Klein im November 1956 nach West-Berlin über und nahm dort ein Jura-Studium auf. Für die CDU war er von 1959 bis 1963 Mitglied des Berliner Abgeordnetenhauses. Als führender Funktionär der Vereinigung der Opfer des Stalinismus (VOS) sowie der „Arbeitsgemeinschaft ehemaliger politischer Häftlinge“ blieb er auch im Westen Zielobjekt des Ministeriums für Staatssicherheit der DDR. Mit Frau und drei Söhnen zog er 1961 nach Bonn um und war zu seinem Tod am 15. Januar 1981 Abteilungsleiter der Bundeszentrale für politische Bildung. Klein hinterließ seine Frau und fünf Söhne.
Am 29. September 1994 wurde er postum vom russischen Militärstaatsanwalt rehabilitiert.

## Werk
- Manfred Klein: Jugend zwischen den Diktaturen 1945–1956, Mainz 1968.